# Glúmur Eyjólfsson
Glúmur Eyjólfsson (940-1004) más conocido por su apodo Víga-Glúmur (Glúmur el Asesino) fue un bóndi y vikingo de Þverá, Kviabekkur í Ólafsfirði, Eyjafjorður en Islandia. Hijo de Eyjólfur Ingjaldarson, es el personaje principal de la saga de Víga-Glúms, que lleva su nombre. Se casó con Halldóra Gunnsteinsdóttir (n. 944), nieta de Eysteinn Rauðúlfsson, y de esa relación tuvo tres hijos: una hembra, Þórlaug (n. 964) y dos varones Már, y Vigfúss Víga-Glúmsson. También aparece en la saga Ljósvetninga, y la saga de Reykdæla ok Víga-Skútu.
Glúmur fue acusado de un crimen que él siempre juró que no había cometido y sin embargo fue acusado por ello. El Althing le sentenció a llevar su juramento a tres templos de Eyjafjorður: Djúpadal, Gnupafell y Þverá.